# Regaleret
Regale (fra latin jus regale) betegnede i middelalderen alle de rettigheder, der tilkom kongen som indehaver af den højeste samfundsmagt, hvad enten disse var af politisk, patriarkalsk eller finansiel natur.
I nyere tid skelnede man mellem regalia majora, statshøjhedsrettigheder, og regalia minora, finansregaler (hvorunder hørte vejregale, bjergværksregale, møntregale, postregale, saltregale, toldregale med flere). En særlig interesse knyttede sig til finansregalerne under de politiske kampe mellem stænderne og kongemagten, idet sidstnævnte søgte at udvide området for de regaler, som kongen forbeholdt sig eneret over. Regaler omfattede derfor til tider ikke alene møntvæsen, postvæsen, bjergværksdrift, fiskeriret og lignende, men tillige industrielle monopoler, ja endog toldvæsenet, idet retten til at opkræve told betragtedes som udslag af kongens overhøjhedsret over land- og søterritoriet. Begrebet regale opretholdtes under enevælden, selv om den historiske baggrund for det ikke var til stede længere. Begrebet har udspillet sin rolle i den moderne finansvidenskab.
De tidligere regaler kan henføres enten under erhvervsindtægter, gebyrer eller skatter.